# Festival du cinéma africain de Khouribga
Le Festival du Cinéma Africain de Khouribga (FCAK), créé en 1977, est un festival du cinéma africain qui a lieu à Khouribga au Maroc . Il est l'un des festivals de cinéma les plus anciens et les plus importants du Maroc.

## Histoire
Le festival est créé en 1977 par la Fédération nationale des clubs de cinéma du Maroc (FNCCM) dirigé alors par Noureddine Saïl. Le ciné-club de Khouribga a obtenu un financement de l'Office des phosphates. Inspiré par les idéaux internationalistes du troisième cinéma, le ciné-club a veillé à ce que le festival soit largement axé sur l' Afrique.
La troisième Rencontre du cinéma africain de Khouribga a lieu du 2 au 9 avril 1988. Avec un budget de 900.000 dirhams, quatre ministres du gouvernement assistent alors à l'inauguration et va reunir pr̠ès de 50.000 spectateurs et projeter des films de 14 pays.
La quatrième réunion a lieu du 17 au 24 mars 1990. Du 26 mars au 2 avril 1994, se tient la sixième réunion.
En 2019, le conseil d’administration de la Fondation du festival annonce que le festival devient bisannuel. Cependant l'édition 2020 du festival prévue du 28 mars au 4 avril 2020, est reportée pour cause de pandemie de Covid-19,.
En janvier 2021, la Fondation annonce qu'elle va créer un prix spécial en honneur de Noureddine Saïl, son président décédé en décembre 2020.
En juillet 2021, Habib El Malki est nommé président de la Fondation du festival du cinéma africain de Khouribga.

## Prix
15e édition, 2012
- Prix Ousmane Sembène : Bayiri, La Patrie[8].

16e édition, 2013
- Grand Prix Ousmane Sembène: «Le Royaume des fourmis» de Chawki Mejri (Tunisie)[9].
- Prix spécial du jury : Zamora.

17e édition, 14-24 juin 2014
- Grand Prix Ousmane Sembène: Sotto voce du Marocain Kamal Kamal[10].
- Prix du scénario : Adios Carmen de Mohamed Amin Benamraoui.
- Meilleur réalisateur : Durban Poison.
- Prix Don Quichotte : Poussière et Fortune.

20e édition, 2017
- Prix Ousmane Sembene : Une journée pour les femmes[11],[12].

21e édition, décembre 2018
- Prix Ousmane Sembene : Supa Modo du Kenyan Lilarion Wainaina[13].
- Meilleur scénario, Meilleur acteur dans un second rôle : La miséricorde de la jungle.